# E. Phillips Oppenheim
Edward Phillips Oppenheim (Londra, 22 ottobre 1866 – Saint Peter Port, 3 febbraio 1946) è stato uno scrittore inglese.
Scrisse molti racconti di genere, incluso thriller.

## Biografia
Edward Phillips Oppenheim nacque il 22 ottobre 1866 a Leicester, figlio di un mercante di pellame. Lavorò con suo padre per circa venti anni, e frequentò il Wyggeston and Queen Elizabeth I College.
Il successo letterario di Oppenheim gli consentì di acquistare una villa in Francia, uno yacht, poi una casa sull'isola di Guernsey, la Vanquiédor, anche se non poté più accedervi durante la Seconda Guerra Mondiale. Morì a Saint Peter Port, Guernsey, il 3 febbraio 1946.

## Vita privata
Nel 1892 Oppenheim sposò Elise Clara Hopkins, con cui visse a Evington, Leicestershire, fino alla prima guerra mondiale, e dalla quale ebbe una figlia. Durante la guerra lavorò per il Ministero dell'Informazione del Regno Unito.

## Opere

### Romanzi
Oppenheim scrisse più di 100 romanzi tra il 1887 e il 1943. Tra di essi:
- Expiation (1887)
- The Peer and the Woman (1895)
- A Daughter of the Marionis (1895)
- False Evidence (1896)
- A Modern Prometheus (1896)
- The Mystery of Mr. Bernard Brown (1896)
- The Wooing of Fortune (1896)
- The Postmaster of Market Deighton (1897)
- The Amazing Judgment (1897)
- Mysterious Mr. Sabin (1898)
- A Daughter of Astrea (1898)
- As a Man Lives (1898)
- Mr. Marx's Secret (1899)
- The Man and His Kingdom (1899)
- The World's Great Snare (1900)
- A Millionaire of Yesterday (1900)
- The Survivor (1901)
- Enoch Strone [aka A Master of Men] (1901)
- A Sleeping Memory [aka The Great Awakening] (1902)
- The Traitors (1902)
- A Prince of Sinners (1903)
- The Yellow Crayon (1903)
- The Betrayal (1904)
- Anna the Adventuress (1904)
- A Maker of History (1905)
- The Master Mummer (1905)
- A Lost Leader (1906)
- The Tragedy of Adrea [aka A Monk of Cruta] (1906)
- The Malefactor [aka Mr. Wingrave, Millionaire] (1906)
- Berenice (1907)
- The Avenger [aka The Conspirators] (1907)
- The Great Secret [aka The Secret] (1908)
- The Governor (1908)
- The Distributors [aka Ghosts of Society] (1908) (as Anthony Partridge)
- The Missioner (1908)
- The Kingdom of Earth [aka The Black Watcher] (1909) (as Anthony Partridge)
- Jeanne of the Marshes (1909)
- The Illustrious Prince (1910)
- Passers By (1910) (as Anthony Partridge)
- The Lost Ambassador [aka The Missing Delora] (1910)
- The Golden Web (1911) (as Anthony Partridge)
- The Moving Finger [aka A Falling Star] (1911)
- Havoc (1911)
- The Court of St. Simon (1912) (as Anthony Partridge)
- The Lighted Way (1912)
- The Tempting of Tavernake (1912)
- The Mischief Maker (1913)
- The Double Life of Mr. Alfred Burton (1913)
- The Way of These Women (1914)
- A People's Man (1914)
- The Vanished Messenger (1914)
- The Black Box (1915)
- The Double Traitor (1915)
- Mr. Grex of Monte Carlo (1915)
- The Kingdom of the Blind (1916)
- The Hillman (1917)
- The Cinema Murder [aka The Other Romilly] (1917)
- The Pawns Count (1918)
- The Zeppelin's Passenger [aka Mr. Lessingham Goes Home] (1918)
- The Wicked Marquis (1919)
- The Box with Broken Seals [aka The Strange Case of Mr. Jocelyn Thew] (1919)
- The Curious Quest [aka The Amazing Quest of Mr. Ernest Bliss] (1919)
- The Great Impersonation (1920)
- The Devil's Paw (1920)
- The Profiteers (1921)
- Jacob's Ladder (1921)
- Nobody's Man (1921)
- The Evil Shepherd (1922)
- The Great Prince Shan (1922)
- The Mystery Road (1923)
- The Wrath to Come (1924)
- The Passionate Quest (1924)
- Stolen Idols (1925)
- Gabriel Samara, Peacemaker (1925)
- The Golden Beast (1926)
- Prodigals of Monte Carlo (1926)
- Harvey Garrard's Crime (1926)
- The Interloper [aka The Ex-Duke] (1927)
- Miss Brown of X. Y. O. (1927)
- The Light Beyond (1928)
- The Fortunate Wayfarer (1928)
- Matorni's Vineyard (1928)
- The Treasure House of Martin Hews (1929)
- The Glenlitten Murder (1929)
- The Million Pound Deposit (1930)
- The Lion and the Lamb (1930)
- Gangster's Glory [aka Inspector Dickens Retires] (1931)
- Up the Ladder of Gold (1931)
- Simple Peter Cradd (1931)
- The Man from Sing Sing [aka Moran Chambers Smiled] (1932)
- The Ostrekoff Jewels (1932)
- Murder at Monte Carlo (1933)
- The Ex-Detective (1933)
- Jeremiah and the Princess (1933)
- The Gallows of Chance (1934)
- The Man without Nerves [aka The Bank Manager] (1934)
- The Strange Boarders of Palace Crescent (1934)
- The Spy Paramount (1934)
- The Battle of Basinghall Street (1935)
- Floating Peril [aka The Bird of Paradise] (1936)
- The Magnificent Hoax [aka Judy of Bunter's Buildings] (1936)
- The Dumb Gods Speak (1937)
- Envoy Extraordinary (1937)
- The Mayor on Horseback (1937)
- The Colossus of Arcadia (1938)
- The Spymaster (1938)
- And Still I Cheat the Gallows (1939)
- Sir Adam Disappeared (1939)
- Exit a Dictator (1939)
- The Strangers' Gate (1939)
- Last Train Out (1940)
- The Shy Plutocrat (1941)

### Traduzioni italiane
- A tradimento (The betrayal) Il giallo economico classic 169, Roma : Compagnia del giallo, 1997, 129 p. ; 21 cm.
- Anna l'avventuriera (Anna the Adventuress) Il romanzo mensile 3, Milano: Corriere della Sera, 1911, IV, 1-88 : ill. ; 24 cm
- L' annegato del fiume azzurro I romanzi dell'iride 10 Milano : Elit, 1933 (Tip. Locatelli, Somaruga, Monesi), 204 p. ; 16 cm
- L' artiglio del diavolo (The devils paw.)

1. I romanzi gialli 18 Milano : Mediolanum, 1933 126 col. ; 25 cm
2. Il romanzo poliziesco 14 Milano : Argo, 1933 188 p. ; 20 cm
3. Grandi romanzi gialli 3 Milano : Casa editrice Universale, 1936 96 p. ; 19 cm.

- Le avventure di Slane (Slane's Long shots) I romanzi della sfinge 32 Firenze : Salani, 1938, 140 p. ; 22 cm
- Una bionda e un milionario (The inevitable millionaires) I romanzi della rosa 202. Firenze : Salani, [1966] 249 p. ; 18 cm.
- Il brasilian (The missing Delora)

1. I gialli economici Mondadori 51 Milano : Periodici Mondadori, 1951 79 p. ; 25 cm
2. San Giuliano Milanese : I Cofaletti, 2018, 301 p. ; 20 cm

- La casa degli scapoli (The master mummer) Milano : Ed. S. A. C. S. E., 1935 252 p. ; 18 cm
- La casa del mistero (The strange boarders of Palace crescent) I romanzi della sfinge 21. Firenze : A. Salani, 1937, 8. p. 174
- La cassaforte n. 14 (The million Pound deposit) I romanzi della sfinge 29. Firenze : A. Salani, 1938, 8. p. 142
- Il corriere scomparso (The vanished messenger)

1. I libri gialli 17 Verona : A. Mondadori Edit. Tip., 1930. 242 p. ; 18 cm.
2. I libri gialli 17 Verona : A. Mondadori Edit. Tip., 1931. 241 p. ; 19 cm. 2. ed
3. I gialli economici Mondadori 14. Milano : Mondadori, 1934. 91 p. ; 25 cm.
4. Giallissimo 3. Milano : Carlo Brighenti, 1949.290 p. ; 21 cm
5. Il giallo economico classico 88. Roma : Compagnia del giallo, 1995. 129 p. ; 21 cm.

- Il delitto del milionario (Harvey Garrard's crime) I romanzi della sfinge 25. Firenze : Adriano Salani, 1937. 199 p. ; 21 cm
- Il delitto di Harvey Garrard (Harvey Garrards crime) Il giallo economico classico 161. Roma : Compagnia del giallo, 1997. 160 p. ; 21 cm.
- Il delitto Glenlitten (The Glenlitten Murder) Misteri e avventure 4. Firenze : Bemporad, [1935?]	P. 15-217 ; 19 cm
- Il direttore di banca (The bank manager) I romanzi della sfinge 28. Firenze : Adriano Salani, 1937. 144 p. ; 22 cm
- La disperata lotta di Virginia (The governors) I romanzi della rosa 323. [Firenze] : Salani, 1977. 249 p. ; 17 cm
- Il documento segreto (Havoc)

1. Milano : Ed. S. A. C. S. E., 1937. 16. p. 223
2. Il giallo economico classico 165. Roma : Compagnia del giallo, 1997. 94 p. ; 21 cm.

- La donna che non sapeva amare (The light beyond) I romanzi della rosa 294. [Firenze] : Salani, 1973. 249 p. ; 17 cm
- Due amori per Phillis (Mr. Lessingham goes home) Oggi, Domani 82. Firenze : Salani, 1983. 156 p. ; 18 cm.
- Due avventurieri e una ragazza (The little gentleman from Okehampstead)

1. I romanzi della rosa 281. [Firenze] : Salani, 1972. 217 p. ; 17 cm
2. I romanzi della rosa 281. [Firenze] : Salani, 1980. 217 p. ; 17 cm

- L' enigmatico brasiliano (The missing delora) Il giallo economico classico 113. Roma : Compagnia del giallo, 1996. 126 p. ; 21 cm.
- L' eredità di Giovanna (Jeanne of the Marshes). Milano : Il Corriere della Sera, 1918 P. 830-904 : ill. ; 24 cm
- Il fabbricante di giocattoli (The Mischief Maker)  Biblioteca internazionale ; 146. Milano : Bietti 1932, 252 p. ; 20 cm
- La formula insanguinata (The Million Pound Deposit) I romanzi del triangolo giallo 22. Milano : Giachini, 1953. 168 p.
- Il fortunato vagabond (The fortunate wayfare) Le grandi firme del giallo 12. Milano : Garden Editoriale, 1993. 224 p. ; 19 cm
- Fra due fuochi I gialli economici Mondadori 111. Milano-Verona : A. Mondadori, 1938. 79 p. ; 23 cm.
- I gioielli degli Ostrekoff (The Ostrekoff jewels) I romanzi della rosa 273. [Firenze] : Salani, 1970. 249 p. ; 18 cm
- Il giuoco della liberta (The game of liberty)

1. I romanzi gialli [A. 2, n. 27 (15 nov. 1933)]. Milano : Mediolanum, 1933. 126 p. ; 25 cm
2. Grandi romanzi gialli 4 , Milano : Casa editrice Universale, 1936. 94 p. ; 19 cm.
3. Romanzi gialli 2. Milano : Artigianelli, 1937 8. p. nn. 40

- Il grande impostore (The great impersonation)

1. Top secret 18. Milano : Garden Editoriale, 1992.	287 p. ; 19 cm.
2. Il giallo economico classico 70. Roma : Compagnia del giallo, 1995. 160 p. ; 21 cm
3. Roma : Castelvecchi, 2015. 235 p. ; 22 cm

- Gl' idoli rubati (Stolen idols)  I romanzi della sfinge 34. Firenze : A. Salani, 1938, 136 p. ; 21 cm
- L' inafferrabile Parker (The game of liberty) Universale De Luigi 3. Roma : De Luigi, 1945. 79 p. ; 23 cm
- Incontro a Londra (The evil shepherd)

1. I romanzi della rosa 223. [Firenze] : Salani, 1960. 247 p. ; 17 cm
2. I romanzi della rosa 223. [Firenze] : Salani, 1974. 247 p. ; 17 cm

- L' incubo Milano : S. A. C. S. E., 1937. 218 p. ; 19 cm.
- L' interprete di Greco Il giallo sensazionale 15. Milano : Ugge', 1947 (Tip. Pezzini e C.). 8. p. 28
- Jeremy e la principessa (Jeremiah and the princess)

1. I romanzi della rosa 119. [Firenze] : Salani, 1962. 249 p. ; 17 cm.
2. I romanzi della rosa 119. [Firenze] : Salani, 1966. 249 p. ; 17 cm.
3. I romanzi della rosa 119. [Firenze] : Salani, 1970. 249 p. ; 17 cm.

- Madama e i suoi dodici gianizzeri (Madame and her Twelve Virgins) Il romanzo mensile , 1935.A33.1 , A. 33, n. 10 (ott. 1935). Milano : Tip. del Corriere della sera, 1935. 112 p. : ill. ; 24 cm
- Maggie, agente segreto (The great prince Shan) I romanzi della rosa 265. [Firenze] : Salani, 1970. 249 p. ; 17 cm.
- Le malefatte di Michele Misteri e avventur 2. Firenze : R. Bemporad, stampa 1935. 189 p. ; 20 cm.
- Il marchese di Mandeleys e l'amore (The wicked marquis)

1. I romanzi della rosa 190. [Firenze] : Salani, 1966. 249 p. ; 17 cm.
2. I romanzi della rosa 190. [Firenze] : Salani, 1974. 249 p. ; 17 cm.

- Milionari per forza (The inevitable millionaires)  L'ulivo 45 Salani, 1952. 148 p. ; 19 cm.
- Il mistero di Ballaston Hall (Stolen idols) I romanzi della rosa 304. [Firenze] : Salani, 1974. 249 p. ; 17 cm.
- Il mistero di Bernard Brown Biblioteca amena 789. Milano : Fratelli Treves, 1910. 296 p. ; 19 cm
- Un mistero, un amore (The Glenlitten murder) I romanzi della rosa 214. [Firenze] : Salani, 1967. 249 p. ; 17 cm.
- Montecarlo (Prodigals of Monte Carlo) Nuovissima collezione letteraria 47 Milano : Monanni, 1931. 296 p. ; 18 cm.
- Nella Russia di domani Nuova amena Treves 23. Milano ; Roma : Treves-Treccani-Tumminelli, stampa 1932.	372 p. ; 18 cm
- Non scherziamo con l'amore! (Mr. Lessingham goes home)  I romanzi della rosa 311. [Firenze] : Salani, 1975. 249 p. ; 17 cm.
- L' occultista (The Moving Finger) Il romanzo mensile. P. 386-480. Milano : Tip. del Corriere della Sera, 1913. ill. ; 25 cm
- L' ombra del delitto (The postmaster of market)

1. I gialli economici Mondadori 71. Milano : A. Mondadori, stampa 1936. 72 p. ; 25 cm.
2. Il giallo economico classico 149. Roma : Compagnia del giallo, 1997. 97 p. ; 21 cm.

- Oro maledetto (The golden beast)  I romanzi della sfinge. Firenze : A. Salani, 1937, 144 p. ; 22 cm.
- Il palco vuoto (The master mummer) I gialli economici Mondadori 161. Milano : A. Mondadori, stampa 1940. 78 p. ; 25 cm.
- Il piano diabolico (The devils paw) I capolavori polizieschi 3. Milano : C. Brighenti, stampa 1947. 63 p. ; 28 cm
- La piccola posta di miss Mott (Ask Miss mott) I romanzi della sfinge 26. Firenze : A. Salani, 1937, 168 p. ; 21 cm
- Povero milionario! (A Millionaire of yesterday)
- Il principe illustre (The illustrious prince)

1. Romanzi polizieschi  1. Milano : Mundus, 1932. 192 p. ; 19 cm.
2. I romanzi del triangolo giallo 3. Milano : Mundus, 1937. [32] p. ; 24 cm.

- Una ragazza e un uomo di mezza età 	(The inevitable millionaires) Oggi, domani 6. Firenze : Salani, 1982.	157 p. ; 18 cm
- Il redivivo (The Great Impersonation) I gialli del domino nero 10. Milano : [Casa Editrice Martucci|Martucci], 1936.187 p. ; 18 cm.
- Riuscirò! (The golden beast) I romanzi della rosa 235. [Firenze] : Salani, 1968. 246 p. ; 18 cm
- I sette enigmi I romanzi della sfinge 23. Firenze : A. Salani, 1937, 120 p. ; 22 cm
- I sette indovinelli Romanzi della sera. Milano : S.A.C.S.E., stampa 1940. 158 p. ; 20 cm.
- Il signore di Montecarlo (Murder at Monte Carlo) Milano : Bietti, 1935. 310 p. ; 16.
- Il sindacato Channay (The Channay Syndicate) Misteri e avventure  1. Firenze : R. Bemporad & F., stampa 1935. 229 p. ; 20 cm.
- Le singolari avventure del signor Cray Il romanzo mensile , 1928.9 , A. 26, n. 9 (15 set. 1928). Milano : Tip. del Corriere della Sera. P. 658-736 : ill. ; 26 cm
- Sir Adam è scomparso (Sir Adam Disappeared) Il romanzo per tutti 1948.13 , A. 4, n. 13 (1 lug. 1948). Milano : Corriere della sera, 1948. 63 p. : ill. ; 24 cm
- La spia del re Milano : S. A. C. S. E., 1937. 221 p. ; 18 cm.
- La spia misteriosa (The mysterious Mr. Sabin)

1. Biblioteca amena 792. Milano : F.lli Treves, 1910.	290 p. ; 18 c
2. Milano : F.lli Treves, stampa 1926.	290 p. ; 19 cm.

- Uno strano destino (The fortunate wayfarer)  I romanzi della rosa 298. [Firenze] : Salani, 1974. 249 p. ; 18 cm
- La terribile mania di Sir Joseph Londe (The terrible hobby of Sir Joseph Londe)  Il romanzo mensile , 1930.5 , A. 28, n. 5 (mag. 1930). Milano : Tip. del Corriere della Sera, 1930. P. 346-440 : ill. ; 24 cm
- Il tesoro di villa Heros (The treasure house of Martin Hews) I romanzi della sfinge 33. Firenze : A. Salani, 1938, 174 p. ; 20 cm
- Tradimento (The betrayal)  I gialli economici Mondadori 55. Milano : A. Mondadori, 1935. 70 p. ; 25 cm
- Tul-kan il cinese (The Treasure House of Martin Hews) I gialli del domino nero 3. Milano : [Casa Editrice Martucci|Martucci], 1936. 182 p. ; 18 cm.
- Tutore a sorpresa (The passionate quest)  I romanzi della rosa 245. [Firenze] : Salani, 1980. 249 p. ; 18 cm
- Un uomo senza cuore (Up the ladder of gold)  I romanzi della rosa 287. [Firenze] : Salani, 1972. 246 p. ; 17 cm
- L' uomo venuto dal cielo (Mr. Lessingham goes home)  I romanzi della palma 61. Verona : A. Mondadori, stampa 1935. 96 p. : ill. ; 25 cm
- La vendetta del duca (The ex-duke)

1. I romanzi della sfinge 30. Firenze : A. Salani, 1937, 8. p. 159
2. I romanzi della sfinge 30. Firenze : A. Salani, 1939, 8. p. 159

### Raccolte di racconti
La maggior parte delle 37 raccolte di Oppenheim, di cui 26 pubblicate negli Stati Uniti, sono delle serie in cui appaiono lo stesso gruppo di personaggi.
- The Long Arm of Mannister [aka The Long Arm]. 1908
- Peter Ruff and the Double-Four [aka The Double Four]. 1912
- For the Queen. 1912
- Those Other Days. 1912
- Mr. Laxworthy's Adventures. 1913
- The Amazing Partnership. 1914
- An Amiable Charlatan [aka The Game of Liberty]. 1915
- Mysteries of the Riviera. 1916
- Aaron Rodd, Diviner. 1920
- Ambrose Lavendale, Diplomat. 1920
- Hon. Algernon Knox, Detective. 1920
- The Seven Conundrums. 1923
- Michael's Evil Deeds. 1923
- The Inevitable Millionaires. 1923
- The Terrible Hobby of Sir Joseph Londe. 1924
- The Adventures of Mr. Joseph P. Gray. 1925
- The Little Gentleman from Okehampstead. 1926
- The Channay Syndicate. 1927
- Mr. Billingham, the Marquis and Madelon. 1927
- Madame and Her Twelve Virgins. 1927
- Nicholas Goade, Detective. 1927
- The Exploits of Pudgy Pete. 1928
- Chronicles of Melhampton. 1928
- The Human Chase. 1929
- Jennerton & Co. 1929
- What Happened to Forester. 1929
- Slane's Long Shots. 1930
- Sinners Beware. 1931
- Crooks in the Sunshine. 1932
- The Ex-Detective. 1933
- General Besserley's Puzzle Box. 1935
- Advice Limited. 1936
- Ask Miss Mott. 1936
- Curious Happenings to the Rooke Legatees. 1937
- A Pulpit in the Grill Room. 1938
- General Besserley's Second Puzzle Box. 1939
- The Grassleyes Mystery. 1940

### Filmografia
- The Floor Above, regia di James Kirkwood - The Tragedy of Charlecot Mansions (1914)
- The Master Mummer - romanzo The Master Mummer (1915)
- The Master of Merripit, regia di Wilfred Noy (1915)
- The Black Box, regia di Otis Turner - serial cinematografico in 15 episodi (1915)
- Mr. Grex of Monte Carlo, regia di Frak Reicher (1915)
- The Game of Liberty (titolo USA: Under Suspicion), regia di George Loane Tucker
- The World's Great Snare, regia di Joseph Kaufman - romanzo (1916)
- The Silent Master, regia di Léonce Perret (1917)
- A Sleeping Memory, regia di George D. Baker - romanzo The Great Awakening (1917)
- In the Balance, regia di Paul Scardon - romanzo The Hillman (1917)
- A Master of Men
- The Test of Honor, regia di John S. Robertson (1919)
- The Double Life of Mr. Alfred Burton, regia di Arthur Rooke - romanzo (1919)
- The Illustrious Prince, regia di William Worthington (1919)
- The Long Arm of Mannister, regia di Bertram Bracken - romanzo (1919)
- The Cinema Murder, regia di George D. Baker - romanzo The Cinema Murder (1924)
- Anna the Adventuress, regia di Cecil M. Hepworth (1920)
- The Amazing Quest of Mr. Ernest Bliss, regia di Henry Edwards - romanzo The Amazing Quest of Mr Ernest Bliss (1920)
- The Golden Web, regia di Geoffrey Malins  - The Plunderers (1920)
- The Amazing Partnership
- The Mystery Road, regia di Paul Powell - romanzo The Mystery Road (1921)
- Behind Masks - Jeanne of the Marshes
- Dangerous Lies (1921)
- Pilgrims of the Night, regia di Edward Sloman (1921)
- The Great Impersonation - The Great Impersonation
- The Mystery of Mr. Bernard Brown
- Il mistero di Bernardo Brown
- False Evidence
- A Lost Leader
- Expiation
- The Missioner
- The Great Prince Shan
- The Conspirators, regia di Sinclair Hill - romanzo (1924)
- Monte Carlo, regia di Louis Mercanton (1925)
- The Passionate Quest - The Passionate Quest
- The Golden Web - The Plunderers
- Millionaires, regia di Herman C. Raymaker - The Inevitable Millionaires (1926)
- Prince of Tempters - The Ex-Duke
- Sisters of Eve, regia di Scott Pembroke - romanzo The Temptation of Tavernake (1928)
- The Lion and the Lamb, regia di George B. Seitz (1931)
- Midnight Club, regia di Alexander Hall, George Somnes (1933)
- Monte Carlo Nights, regia di William Nigh - Numbers of Death (1934)
- Lotta di spie, regia di Alan Crosland - romanzo The Great Impersonation (1935)
- L'avventura di Mr. Bliss (The Amazing Quest of Ernest Bliss), regia di Alfred Zeisler - romanzo The Amazing Quest of Mr Ernest Bliss (1936)
- L'ospite misterioso (Strange Boarders), regia di Herbert Mason - romanzo The Strange Boarders of Palace Crescent
- film del 1942